# Žejbro
Žejbro je malá říčka, levostranný přítok řeky Novohradky v okrese Chrudim v Pardubickém kraji. Délka toku činí 30,8 km. Plocha povodí měří 96,2 km².

## Průběh toku
Říčka pramení zhruba 0,5 km jihozápadně od vsi Oldřiš v nadmořské výšce 578 m. Nejprve proudí severním směrem ke Žďárci u Skutče, kde přijímá zleva svůj největší přítok, který se nazývá Raná, přitékající od vsi Radčice. Odtud teče na severozápad k obci Leštinka, u níž přibírá zleva Mrákotínský potok. V okolí mezi Leštinkou a městem Skuteč se nalézá řada převážně zatopených lomů. Dále po proudu se nachází Vrbatův Kostelec, pod nímž se říčka obrací v hlubokém lesnatém údolí na sever k vesnicím Skála, Chacholice a Podlažice. U vsi Skála se nachází přírodní památka Podskala. Po dalších zhruba 5 kilometrech, u města Chrast, se nachází další přírodní památka zvaná Chrašická stráň. Od Chrasti směřuje Žejbro přes Rosice ke vsi Blížňovice, západně od níž se vlévá zleva do řeky Novohradky v nadmořské výšce 241 m.

### Větší přítoky
- Raná, zleva, ř. km 22,3
- Mrákotínský potok (hčp 1-03-03-074) – levostranný přítok s plochou povodí 6,8 km².[2]

## Vodní režim
Průměrný průtok Žejbra u ústí činí 0,54 m³/s. V suchých letech říčka vysychá, tak jako se stalo například v srpnu roku 2003 v úseku okolo Leštinky. Nulový průtok byl zaznamenán také 14. srpna 2015 ve Vrbatově Kostelci.
Hlásný profil:
| místo  | říční km | plocha povodí | průměrný průtok (Qa) | stoletá voda (Q100) |
| ------ | -------- | ------------- | -------------------- | ------------------- |
| Rosice | 6,45     | 81,51 km²     | 0,388 m³/s           | 36,3 m³/s           |

N-leté průtoky v Rosicích:
| N-leté průtoky | Q1   | Q5   | Q10  | Q50  | Q100 |
| -------------- | ---- | ---- | ---- | ---- | ---- |
| Q [m³/s]       | 4,75 | 12,3 | 16,7 | 29,5 | 36,3 |